# Селище (Галицький район)
Селище — колишнє село на території Галицького району, знищене 12 липня 1950 року за підтримку ОУН-УПА.

## Історія
У реєстрі церков Войнилівського деканату на 4.03.1733 р. в Селищі значиться церква Святого Миколая, вже не була новою, священиком був Павло Левицький, було 5 дворів.
У 1880 р. село належало до Станиславівського повіту Королівства Галичини та Володимирії Австро-Угорської імперії, у селі було 258 жителів (254 греко-католики і 4 римо-католики), дерев'яна греко-католицька церква святого Миколи з 1763 р. (наявний дзвін з 1663 р.) належала до парафії Темирівці Галицького деканату.
25 січня 1904 р. в селі організована читальня «Просвіти». Під час окупації Галичини росіяни знищили книжки і читальню. Для поновлення читальні збори сільської громади спільно з блюдниківською громадою 20.02.1924 звернулись до окупаційної польської влади за дозволом, натомість отримали заборону.
У 1939 році в селі проживало 520 мешканців (500 українців-грекокатоликів і 20 українців-римокатоликів).
20 січня 1945 року за вироком закритого засідання виїзної сесії Верховного суду СРСР прилюдно повісили коло входу до центрального ринку у Станіславі селянина Петра Мимохода з Селища за те, що в його хаті влітку 1944-го року розташовувався курінний штаб УПА.
Жителі села чинили спротив московським окупантам. Тих селян, які відмовились голосувати на виборах 10 січня 1946 р., карателі зігнали до хати голови сільради, після чого хату замкнули і підпалили. Селяни вибивали вікна і вискакували з підпаленої хати.
За даними облуправління МГБ у 1949 р. в Галицькому районі підпілля ОУН найактивнішим було в селах Мединя, Боднарів і Селище (налічувало 90 дворів).
Історія розпорядилась так,що в сорокових роках двадцятого століття Селище стало столицею національно визвольної боротьби, місцем постійної дислокації штабів УПА. Більшовики зазнавали тут постійних та величезних втрат. Вперта боротьба тривала довгих шість років. Московські окупанти вважали селище розплідником націоналізму, який треба було знищити. Перемагаючи страх, вони сліпо виконували накази партії і Сталіна, в боях з ними загинули лицарі України, кращі її сини і дочки:
Євстахій та Іван Нагуляки загинули в 1944 році;
Петро Мимоход страчений у 1945 році;
Кирило Шалка(стрілець боївки СБ) загинув у 1948 році в селі Вікторів;
Микола Атаманчук(стрілець боївки СБ) і Олексій Буркун загинули в 1949 році;
Григорій Бандурка-"Чумак" поліг під Угриновом у 1951 році.
Невідомими залишилися могили і дати загибелі Петра Базиліва, Олекси Буркуна, Василя Ільківа, Мар'яна Бріза, Олекси Ільківа, Максима Куриляка, Пилипа Мимохода і Євгена  Мічковського.
Пливе ріка часу, вічна як пам'ять, і вчить нас не забувати про швидкоплинність миттєвостей життя.
Жителів Селища виселили 12 липня 1950 року в Херсонську область за зв'язки з ОУН-УПА, а будівлі зруйнували. 24 серпня 1950 р. облвиконком прийняв подання до Президії Верховної ради УРСР про ліквідацію Селищанської сільради з включенням території до Блюдниківської сільради. Виселені жителі не могли повернутися у знищене село, тому поселилися в навколишніх селах — Блюдниках, Темирівцях, Пукасівцях, у місті Галич. З села збереглося тільки кладовище, і то тому, що було в лісі. На території кладовища розташовані поховання борців за волю та незалежність України в ХХ ст., а саме:
Могила дев'ятьох невідомих вояків УПА.
Могила вояка УПА Івана Буркуна.
У 2006 році замість старого дерев'яного хреста на могилі Івана Буркуна  було встановлено новий металевий хрест, помальований під березу. 
5 грудня 2020 року учасниками бойових дій на сході України Артуром Пірусом і Володимиром Соловеєм було замінено старі анотаційні таблиці на могилах борців за волю України на нові, а також оцифровано збережені поховання на кладовищі.
Зараз на території колишнього села поставлено капличку та символічну могилу, освячену 01.07.1990року.